# Guru Josh
Guru Josh, pseudonimo di Paul Walden (Isola di Jersey, 6 giugno 1964 – Ibiza, 28 dicembre 2015), è stato un disc jockey britannico.
Era un'icona della musica house in Inghilterra negli anni novanta, famoso per il successo Infinity, remixato poi nel 2008 dal DJ tedesco Klaas e pubblicato con il nome di Infinity 2008.

## Biografia
Nel 1989 Guru Josh realizzò il brano Infinity, conosciuto anche come Infinity (1990s... Time for the Guru). La canzone ebbe molto successo in Europa e soprattutto in Germania, Inghilterra e Austria. Successivamente fu oggetto di vari remix e remake, il più famoso (quantomeno in Italia) è quello di Klaas del 2008.
Nel 2008 lo stesso Guru Josh, insieme a Snakebyte e Darren Bailie, forma il Guru Josh Project, con l'intento di rifare le sue canzoni in un'ottica più moderna. Esce così Infinity 2008, remixata dal DJ tedesco Klaas Gerling, la quale avrà un grandissimo successo e resterà per più di tre settimane in testa alle classifiche europee.
Nel 2012, lo stesso brano è stato remixato ancora una volta, ma da Dj Antoine e da Mad Mark, ed è stato chiamato appunto Infinity 2012.
Muore suicida il 28 dicembre 2015, all'età di 51 anni.

## Discografia

### Singoli
| 1989                                            | Infinity                                      | 5  | 2  | 5  | 4  | — | 3  | — | —  | — | 5 | — |
| 1990                                            | Whose Law (Is It Anyway?)                     | 26 | 12 | 18 | 14 | — | 30 | — | —  | — | — | — |
| 2008                                            | Infinity 2008 (con il Guru Josh Project)      | 3  | 4  | 3  | 2  | 1 | 1  | 8 | 20 | 6 | 3 | 1 |
| 2009                                            | Crying In The Rain (con il Guru Josh Project) | —  | —  | —  | —  | — | —  | — | —  | — | — | — |
| 2009                                            | Eternity                                      | —  | —  | —  | —  | — | —  | — | —  | — | — | — |
| 2010                                            | Frozen Teardrops                              | —  | —  | —  | —  | — | —  | — | —  | — | — | — |
| 2011                                            | Love of Life                                  | —  | —  | —  | —  | — | —  | — | —  | — | — | — |
| 2012                                            | Infinity 2012                                 | —  | 14 | 10 | 16 | — | —  | — | —  | — | — | — |
| "—" indica un singolo non entrato in classifica |                                               |    |    |    |    |   |    |   |    |   |   |   |